# FD Mediagroep
De FD Mediagroep (ook wel afgekort als FDMG) is een Nederlandse mediagroep voor zakelijk Nederland.
De onderneming telt ruim 400 werknemers en had in 2023 een omzet van €118 miljoen. Ongeveer een derde van de inkomsten bestaan uit advertentiegelden en de grootste kostenpost is het personeel.
De aandelen van de groep zijn bijna volledig in handen van HAL Investments, dat al sinds 1997 participeert in de onderneming. Sinds januari 2010 heeft HAL een belang van 98,25%, nadat het de aandelen van Willem Sijthoff overnam. De overige 1,75% van de aandelen bleef in handen van de directie van de FD Mediagroep.

## Merken

### Print
Het Financieele Dagblad
Het Financieele Dagblad (FD) ontstond tijdens de Tweede Wereldoorlog door een fusie tussen het Amsterdamsch Effectenblad en De Dagelijkse Beurscourant. Het FD heeft van de dagbladen van Nederland een van de oudste wortels, die teruggaan tot 1796. De krant richt zich op economie en het bedrijfsleven en verschijnt op dagelijkse basis. De redactie van het dagblad is gevestigd aan het Prins Bernhardplein te Amsterdam en staat onder leiding van hoofdredacteur Perry Feenstra.
FD Persoonlijk
FD Persoonlijk is de zaterdagbijlage van het FD.
Economisch Statistische Berichten
Het tijdschrift Economisch Statistische Berichten (ESB) is een Nederlandstalig blad wat maandelijks verschijnt en artikelen bevat over wetenschappelijk, economisch onderzoek dat een raakvalk met beleid heeft.

### Audio
BNR Nieuwsradio
BNR Nieuwsradio is een Nederlandse commerciële radiozender met nieuwsprogramma's die alleen onderbroken worden door reclames. Er wordt geen muziek gedraaid anders dan achtergrondmuziek. Ieder half- en heel-uur brengt BNR nieuwsbulletins met de actualiteiten uit binnen- en buitenland. Ook beschikt BNR over een eigen verkeersinformatieservice met de files en snelheidscontroles. Marc Adriani staat sinds november 2022 aan het hoofd van de redactie.

### Online
Company.info
Company.info verzamelt en structureert data naar uitgebreide, overzichtelijke en betrouwbare informatie, met nieuws en voorspellende inzichten over bedrijven en haar bestuurders. Het platform bestaat anno 2021 ruim 20 jaar en ondersteunt de zakelijke professional.
De Jurist
De website De Jurist brengt het laatste juridische nieuws en achtergronden.
Energeia
Het team van Energeia bestaat uit zes redacteuren die dagelijks berichten over financieel-economische, politieke, juridische, sociale, technische en commerciële ontwikkelingen in de Nederlandse energiesector. De site richt zich voornamelijk op energieprofessionals die variëren van energieleverancier tot milieulobbyist of politicus. Het platform bestaat sinds 2000.
Investment Officer
Investment Officer is in augustus 2008 gestart als Fondsnieuws. In 2022 is de naam gewijzigd in Investment Officer. Het functioneert als een onafhankelijk journalistiek platform in Nederland, België en Luxemburg en richt zich op beleggingsprofessionals.
Pensioen Pro
Pensioen Pro is een nieuws- en informatiebron voor de Nederlandse pensioen- en beleggingssector. De website en het tijdschrift voorziet in informatie voor institutionele beleggers en pensioenprofessionals.
Springest
Springest is een website waar men de kennis kan verbreden door middel van trainingen van ongeveer 7000 verschillende aanbieders. Het is ook actief in Duitsland, België en Engeland en kent maandelijks ongeveer 300.000 unieke bezoekers.